# Henry John Stephen Smith
Henry John Stephen Smith (Dublin, 2 de novembro de 1826 — Oxford, 9 de fevereiro de 1883) foi um matemático britânico.
Conhecido por seu trabalho sobre formas quadráticas. 

## Publicações
- Smith, H. J. S. (1875), «On the integration of discontinuous functions», Proceedings of the London Mathematical Society, 6: 140–153, JFM 07.0247.01.
- Smith, Henry John Stephen (1965) [1894],  Glaisher, J. W. L., ed., The Collected Mathematical Papers of Henry John Stephen Smith, ISBN 978-0-8284-0187-6, I, II, New York: AMS Chelsea Publishing, volume 1volume 2